# Gud skydde Sveriges gossar
Gud skydde Sveriges gossar är en psalmtext för söndagsskolan som är skriven av okänd författare. Musiken är skriven av L. Stainer.

## Publicerad i
- Lilla Psalmisten som nummer 229 under rubriken "XI. Sånger vid särskilda tillfällen: Natursånger, årstiderna, morgon- och aftonsånger, fosterlands- och nykterhetssånger"
- Svensk söndagsskolsångbok 1929 som nummer 289 under rubriken "XXV Nykterhetssånger"